# ドルツァーゴ
ドルツァーゴ（伊: Dolzago）は、イタリア共和国ロンバルディア州レッコ県にある、人口約2,500人の基礎自治体（コムーネ）。

## 地理

### 位置・広がり
レッコ県南部のコムーネ。県都レッコから南南西へ11kmの距離にある。

#### 隣接コムーネ
隣接するコムーネは以下の通り。
- バルザーゴ
- カステッロ・ディ・ブリアンツァ
- コッレ・ブリアンツァ
- エッロ
- オッジョーノ
- シローネ

### 気候分類・地震分類
気候分類では、zona E, 2493 GGに分類される。
また、イタリアの地震リスク階級 (it) では、zona 3 (sismicità bassa) に分類される。